# The Standard (Gambia)
The Standard ist eine gambische Tageszeitung. Das Büro des Verlages liegt in Kanifing Municipal, Bakau. Zunächst wurden um 2011 drei Ausgabe in der Woche gedruckt.

## Geschichte
Am 11. Mai 2010 wurde die Zeitung registriert und am 4. August 2010 erschien die erste Ausgabe. Ab Mai 2011 ist Sheriff Bojang, der ehemalige Geschäftsführer der Observer Company (The Daily Observer), der Geschäftsführer (Managing Director). Zu dieser Zeit gab es 12 Festangestellte und Freiberufler. Bojang wollte The Standard als eine neue Tageszeitung lancieren, die auch rasch eine große Leserschaft aufbaute.
The Standard wurde im September 2012 von der Regierung Yahya Jammeh geschlossen, wahrscheinlich wegen offizieller Missbilligung der Berichterstattung über die Hinrichtungen von 2012, durfte aber im Januar 2014 die Veröffentlichung wieder aufnehmen.
Mit der Ernennung zum Minister für Informations- und Kommunikationsinfrastruktur verließ Bojang im Januar 2015 den Standard.